# Devuan
Devuan je linuxová distribuce, která vznikla v listopadu 2014 odštěpením od distribuce Debian v důsledku sporů kolem programu systemd. Zatímco distribuce Debian nahradila programem systemd tradiční init/SysVinit, cílem Devuanu je program systemd nepoužívat. Devuan sice má vlastní softwarový repozitář, ale ten je z větší části jen zrcadlem repozitáře Debianu. Vlastní varianty nabízí Devuan jen pro ty balíčky, jejichž podoba v Debianu je s jiným initem než systemd nekompatibilní. 
První verze Devuan 1.0 vyšla v květnu 2017 Beta verze Devuan GNU+Linux 2.0.0 Beta vyšla v února 2018.
Jména jednotlivých verzí mají být vybírána podle trpasličích planet. První verze 1.0 se jmenovala stejně jako jí časově odpovídající verze Debianu Jessie, tedy podle trpasličí planetky 10464 Jessie, zatímco v případě Debianu bylo jméno Jessie odvozeno z jména postavy ve filmu Toy Story 2: Příběh hraček.
| verze | název     | datum vydání    | odpovídající Debian verze |
| ----- | --------- | --------------- | ------------------------- |
| 1     | Jessie    | 25. května 2017 | Jessie                    |
| 2     | ASCII     | 8. června 2018  | Stretch                   |
| 3     | Beowulf   | 1. června 2020  | Buster                    |
| 4     | Chimaera  | 14. října 2021  | Bullseye                  |
| 5     | Daedalus  | 14. srpna 2023  | Bookworm                  |
| 6     | Excalibur | —               | Trixie                    |
| 7     | Freia     | —               | Forky                     |
| —     | Ceres     | —               | Sid (unstable)            |